# Micrura ancistroentis
Micrura ancistroentis är en djurart som tillhör fylumet slemmaskar, och som beskrevs av Korotkevich 1978. Micrura ancistroentis ingår i släktet Micrura och familjen Lineidae. Inga underarter finns listade i Catalogue of Life.